# Lido di Ostia Ponente

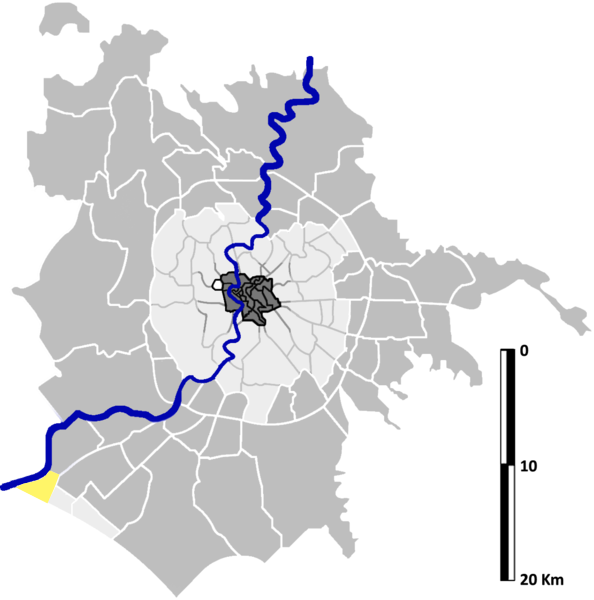
Lage von Portuensis in Rom

Lido di Ostia Ponente ist ein Stadtteil im Südwesten der italienischen Hauptstadt Rom. Er wird als Q.XXXIII bezeichnet und ist Teil des Municipio X. Es hat 43.281 Einwohner und eine Fläche von 5,8703 km².
Lido di Ostia Ponente wurde am 13. September 1961 durch den Sonderkommissar Francesco Diana durch die Aufspaltung des Stadtteils Lido di Ostia gegründet.

## Besondere Orte
- Santa Monica
- Nostra Signora di Bonaria

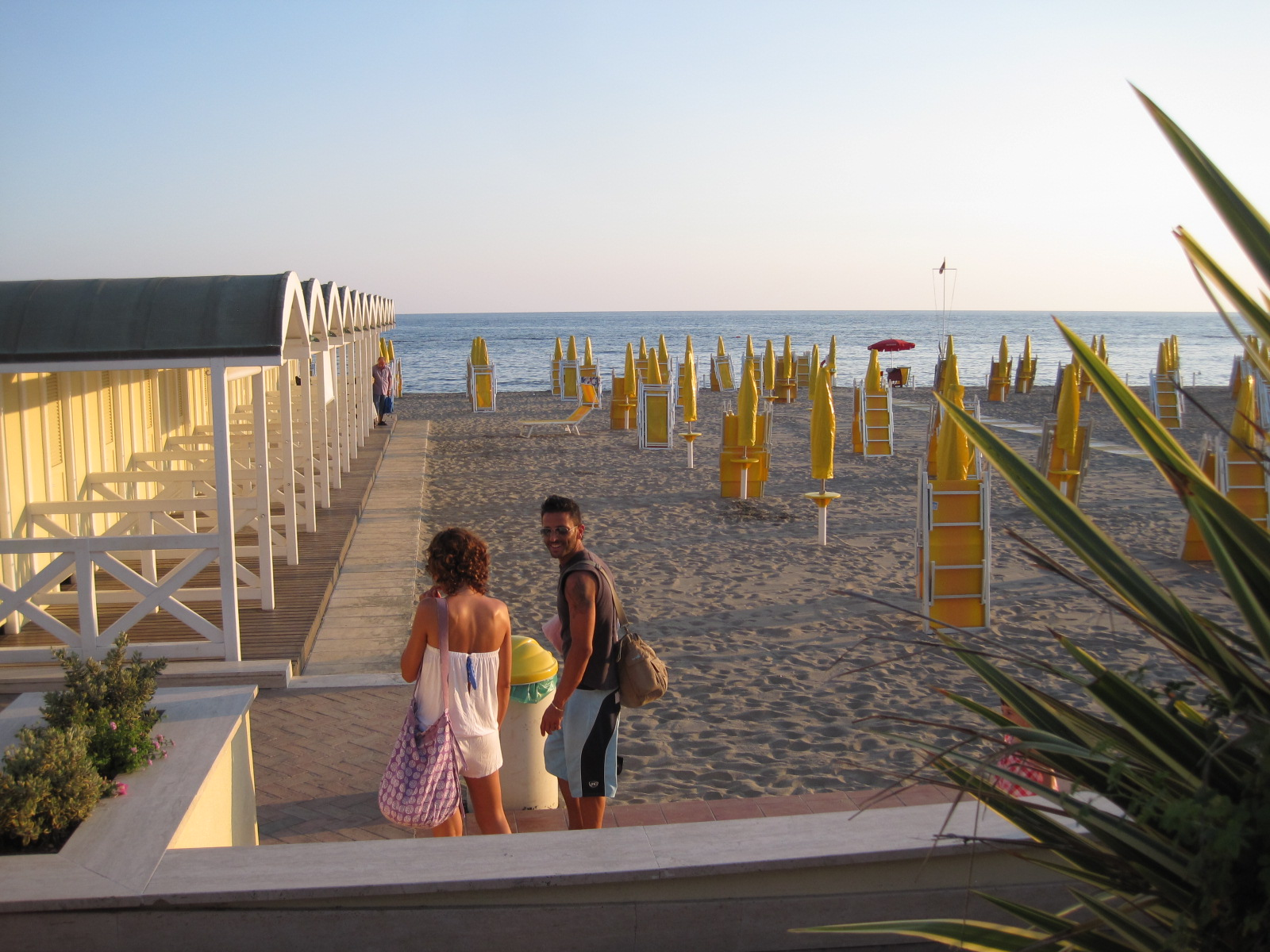
Strand, Lido di Roma
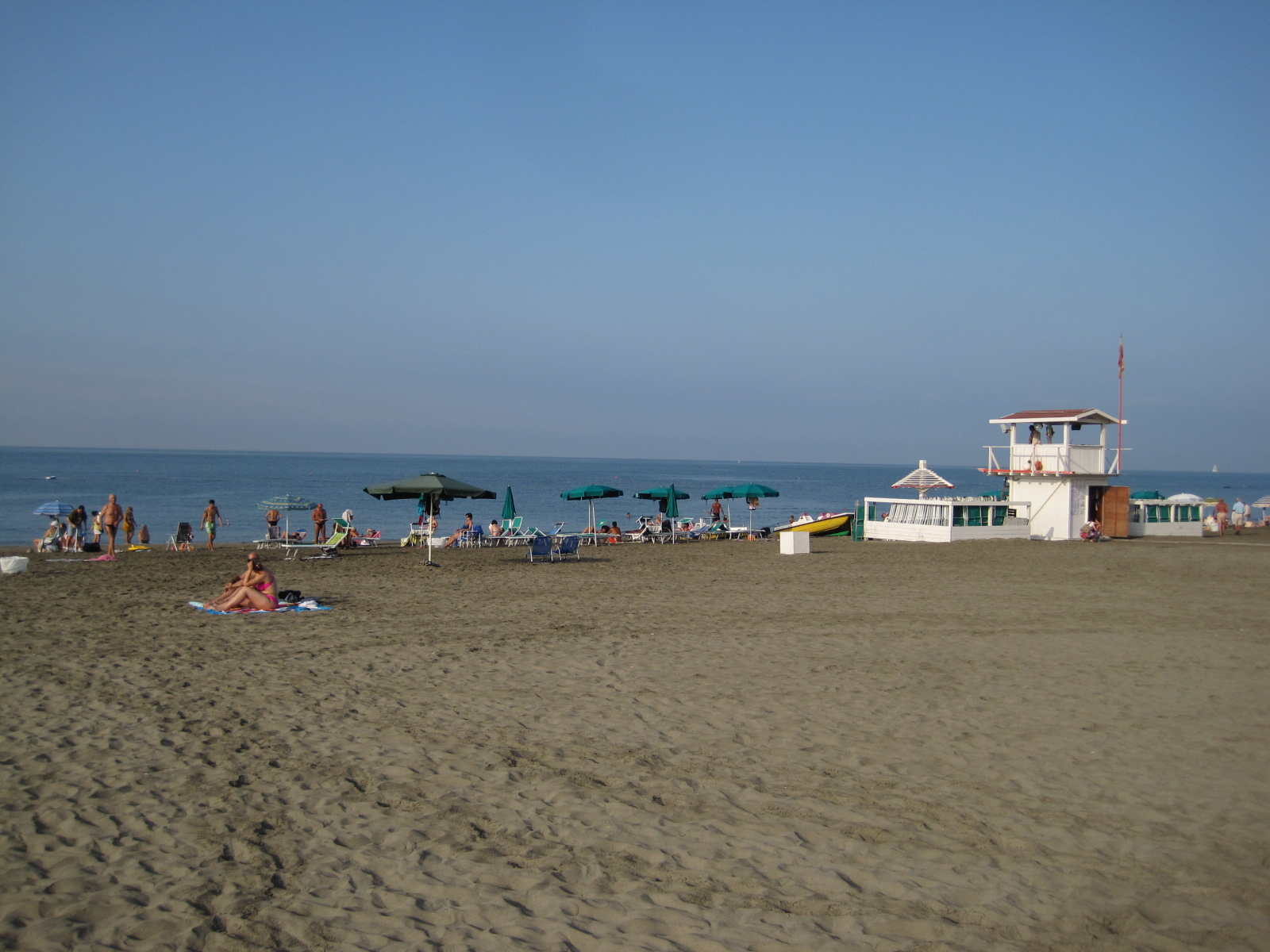
Lido di Roma